# Schahr-e Qods
Schahr-e Qods (persisch قدس Ghods, DMG Qods), international auch (Shahr-e) Qods (früher Karaj, Qal'eh Hasan oder Qal'eh-ye Ḩasan Khān), ist eine Stadt und Hauptstadt des Verwaltungsbezirks Schahr-e Qods in der iranischen Provinz Teheran. 2016 hatte die Stadt über 309.000 Einwohner.

## Geschichte
Qods ist eine der ältesten Siedlungen in der Provinz Teheran. Das erste Badehaus entstand in den 1240er Jahren, die erste öffentliche Schule wurde 1341 gegründet. Vor der Gründung der Gemeinde im Jahr 1989 war Qods ein Dorf mit einer Festung. Das schnelle Wachstum der Stadt begann vor einigen Jahrzehnten, als viele Fabriken in der Nähe der alten Autobahn gebaut wurden. Die günstige geografische Lage haben dazu geführt, dass die Stadt in den letzten Jahrzehnten zu einem attraktiven Zentrum für Migranten aus anderen Teilen des Landes geworden ist.

## Bildung
Die Stadt Qods hat drei Universitäten, darunter ein Ableger der Islamic Azad University.